# Gatu (Souax)
Gatu – osada (wijk) w miejscowości Souax w dystrykcie Bandabou, w kraju autonomicznym Curaçao, należącym do Holandii, w Ameryce Południowej. 20 października 2023 r. liczyła 727 mieszkańców.  